# ¡Qué gozada de divorcio!
¡Qué gozada de divorcio! es una película española de comedia estrenada el 13 de julio de 1981, escrita y dirigida por Mariano Ozores y protagonizada en los papeles principales por Andrés Pajares, África Pratt, Juanito Navarro y Florinda Chico.

## Sinopsis
Alberto es un hombre separado y mujeriego con tres amantes (llamadas “Lunes”, “Miércoles” y “Viernes” según el día de la semana que se cita con cada una) a las que da largas para casarse, con la excusa de que él sigue desposado por ley. Pero la situación se complica cuando por fin se legaliza el divorcio en 1981 y su mujer le pide que firme los papeles para disolver de una vez por todas su matrimonio. Paralelamente a las tribulaciones de Alberto, su padrastro Camilo, pretende divorciarse aprovechando la nueva ley, de Juana, la madre de Alberto, pretendiendo instalarse en casa de su hijastro.

## Reparto
- Andrés Pajares como Alberto.
- África Pratt como Julia, esposa de Alberto.
- Juanito Navarro como Camilo, padrastro de Alberto.
- Florinda Chico como Juana, madre de Alberto.
- Azucena Hernández como Miércoles.
- Blaki como	Miguel, vecino de Alberto.
- Loreta Tovar como Lunes.
- Pilar Alcón
- Juan Santamaría
- Adrián Ortega como Médico miope.
- Trini Alonso como	Madame Margot.
- Adriana Ozores como Lola.
- Emma Ozores como Angelines.
- Verónica Ribón
- Maika Grey
- Marcia Bell como Mary, masajista.
- Antonio Ozores como Juez.